# WebP
WebP(웹피, weppy)는 손실/비손실 압축 이미지 파일을 위한 이미지 포맷이다. On2 테크놀러지스의 기술을 기반으로 구글이 개발하여, 2010년 9월 30일 공개하였다. 영상 포맷인 VP8의 파생으로, 멀티미디어를 담는 포맷인 WebM의 자매 프로젝트이다. 애니메이션과 알파 투명도를 지원한다. 이미지는 여러 개의 프레임을 포함할 수 있어 애니메이션 효과를 줄 수 있으며 이들 중간에 일시 정지가 가능하다.

## 개요

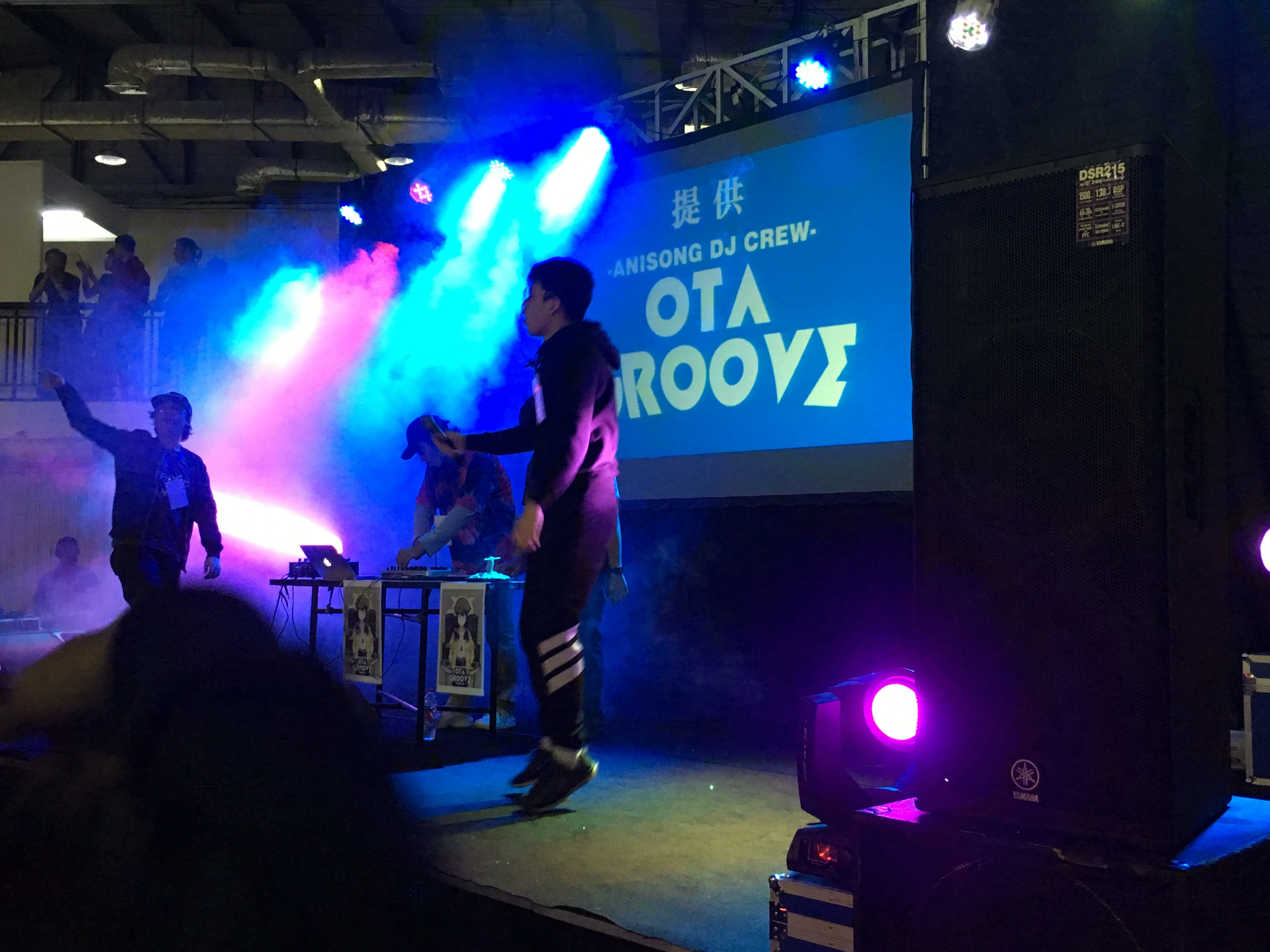
WebP 이미지의 예

2010년 9월 30일 구글이 공개한 이미지 포맷으로, 사양 발표 시 각종 도구와 함께 제공되었다. 인터넷 웹페이지에서 널리 사용되고 있는 JPEG(제이펙)을 대체하기 위해 제시된 규격이다. 웹사이트의 트래픽 감소 및 로딩 시간 단축을 겨냥한 것으로, 주로 사진 이미지 압축 효과가 높은 것으로 알려졌다. JPEG 등과 같은 손실 압축 포맷으로 화질 저하를 최소화하면서 파일 크기를 축소(같은 품질의 JPEG 이미지의 10 ~ 80 % 정도까지 압축)하였다.
영상 압축에 대해서는 "WebM"의 기반인 "VP8" 영상 코덱 기술을 이용하고, 컨테이너 형식으로 "RIFF"를 채용하고 있다.
WebP는 웹피(weppy, /(wĕpˈē)/)라고 읽으며, JPEG과 동일한 화질의 이미지보다 39.8% 압축률이 개선되었으며, 압축률을 조정할 수 있다.

## 애니메이션 지원
구글은 대중적인 GIF 포맷의 대안으로서 애니메이션 이미지들을 위해 WebP의 이용을 제안하였으며 동일 애니메이션에서 손실 및 무손실 압축의 프레임들을 병합하고 특정 프레임의 검색을 지원하는, 24비트 컬러 + 투명도 지원의 장점을 언급하였다. 구글은 애니메이션 GIF로부터 변환 시 이미지들의 파일 크기가 64% 감소하지만 기본 설정 및 최적화 설정 모두에서 시각적으로 둘 간에 크게 차이점이 보이지 않는다. 무손실 WebP를 사용하여 변환할 때 19%의 감소를 달성한다고 구글이 보고했지만 실제로는 10%에 더 가깝다.

## 같이 보기
- WebM - 2010년 공개한 멀티미디어 공개 포맷으로 WebP의 기반이 되었다.
- JPEG 2000 - 2000년도 JPEG를 대체하기 위해 소개된 개선 JPEG 포맷
- JPEG XR
- VP8